# کاتسودون

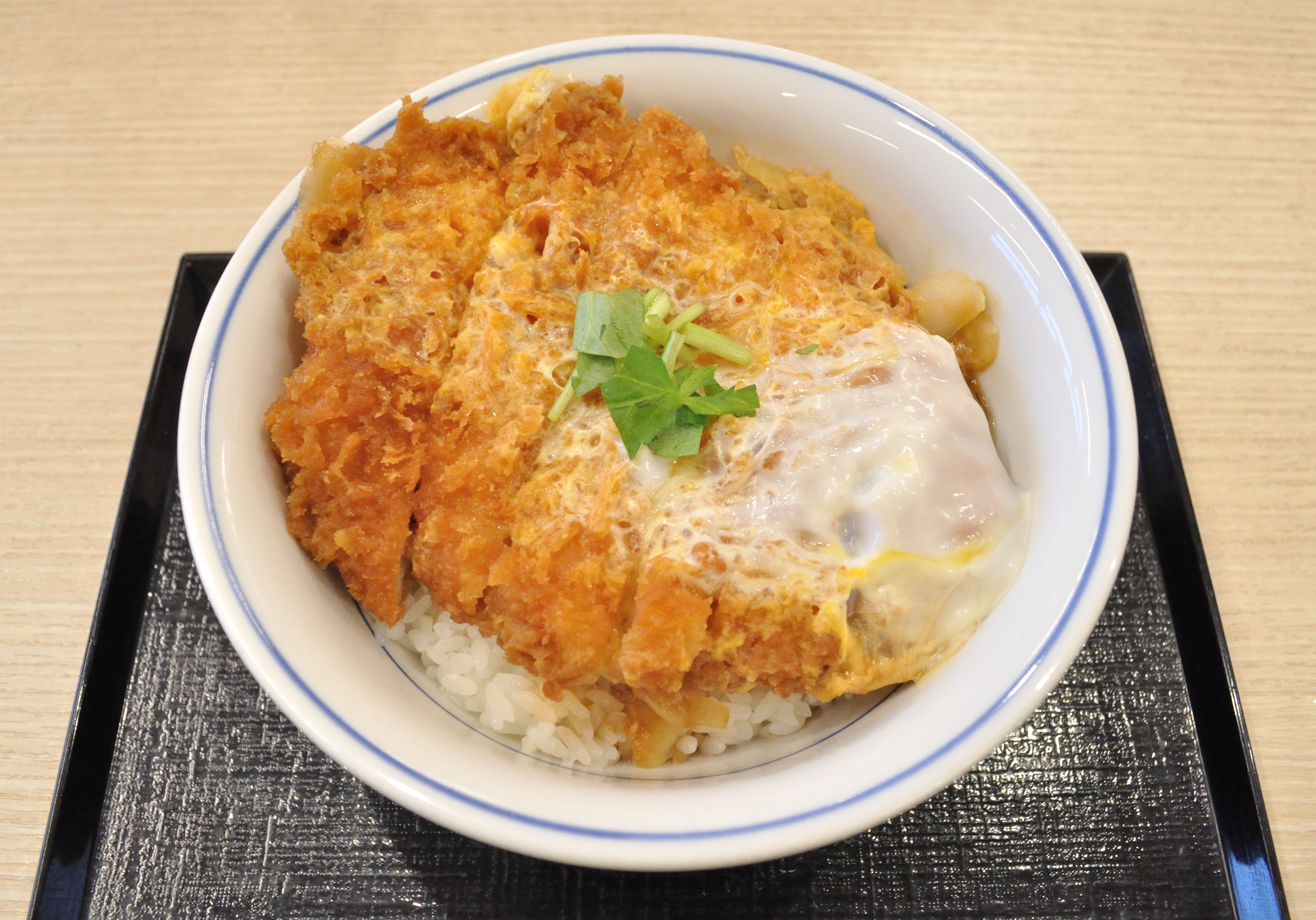
کاتسودون

کاتسودون (به ژاپنی: カツ丼 Katsudon) در آشپزی ژاپنی به یکی از انواع غذاهای دون‌بوری گفته می‌شود. تونکاتسو انواع بسیاری دارد. نوع رایج آن به این صورت است که بر روی گوهان (برنج ژاپنی) یک قطعه تونکاتسو (گوشت خوک سرخ شده در روغن فراوان) همراه با تخم‌مرغ گذاشته می‌شود. برای تهیه ابتدا تونکاتسو را در مخلوطی از داشی، پیاز خورد شده، شکر و سس سویا جوشانده و سپس تخم‌مرغ بهم زده شده به این مخلوط افزوده می‌شود. برای تزئین روی غذا از سبزیجات سبز رنگ مانند میتسوبا استفاده می‌شود.